# Antidaphne glaziovii
Antidaphne glaziovii är en sandelträdsväxtart som först beskrevs av Van Tieghem, och fick sitt nu gällande namn av J. Kuijt. Antidaphne glaziovii ingår i släktet Antidaphne och familjen sandelträdsväxter. Inga underarter finns listade i Catalogue of Life.